# 155 (tal)
Uppslagsordet ”CLV” leder hit. CLV är även en förkortning för Landstinget Kronoberg.
155 är det naturliga talet som följer 154 och som följs av 156.

## Inom vetenskapen
- 155 Scylla, en asteroid

## Inom matematiken
- 155 är ett udda tal
- 155 är ett semiprimtal
- 155 är ett heptadekagontal
- 155 är ett centrerat dodekaedertal
- 155 är ett Ulamtal